# Alberto Lleras Camargo
Alberto Lleras Camargo (Bogotá, 3 de julio de 1906-Bogotá, 4 de enero de 1990) fue un periodista, político, escritor, diplomático y humanista colombiano. Fue presidente de Colombia en dos ocasiones: primero designado entre el 7 de agosto de 1945 y el 7 de agosto de 1946, y elegido entre el 7 de agosto de 1958 y el 7 de agosto de 1962. Además fue el primer secretario general de la Organización de los Estados Americanos (OEA). Fue miembro del Partido Liberal Colombiano. Fue conocido como El Monarca o el Muelón Lleras.
Actualmente es considerado como el estadista más importante del siglo XX en Colombia. Inició su carrera como periodista de los diarios El Liberal, La República, El Espectador y El Tiempo, donde se codeó con grandes personalidades, incluyendo a Alfonso López Pumarejo, quien es considerado como su padrino político y del que fue amigo personal. Al mismo tiempo se opuso, primero al gobierno de Eduardo Santos, y luego al radicalismo del santismo cuando López regresó al poder.
Lleras ocupó en dos ocasiones el cargo de presidente de Colombia en los períodos de 1945-1946 y 1958-1962. También fue el primer presidente de la Cámara de Representantes de Colombia como integrante del Partido Liberal, después de 45 años de hegemonía conservadora. 
En su primer mandato, Lleras destacó como conciliador, buscando siempre la unidad de los partidos por encima de sus diferencias. Para ello nombró conservadores en su gabinete y mantuvo las instituciones e incluso él mismo neutrales de los comicios en los que el liberalismo perdió las elecciones. Los liberales lo acusaron de ser demasiado laxo con los conservadores. También se dio el primer paro nacional en 1945, que fracasó rotundamente, una reforma fallida a la constitución (también en 1945), y el fortalecimiento del sindicalismo.
Fuera del gobierno, Lleras continuó sus labores como periodista y ocupando cargos internacionales, siendo el primer secretario general de la OEA en 1948, coincidiendo esto con los trágicos sucesos de El Bogotazo. Luego fue artífice junto al conservador Laureano Gómez del sistema del Frente Nacional, surgido del golpe de Estado de 1953 que sacó a Gómez del poder. 
En su segundo gobierno inauguró el Frente Nacional. Profundizó las relaciones diplomáticas de Colombia con los Estados Unidos a través de la Alianza para el Progreso, con la cual  colaboró activamente y en cuyo marco persiguió a opositores acusados de simpatías comunistas. También creó el Instituto Colombiano de la Reforma Agraria (INCORA), base para la reforma agraria impulsada en el gobierno de su primo segundo, Carlos Lleras Restrepo, cuando ocupó la presidencia 8 años después. 
Terminado su gobierno se dedicó a la academia, y a asesorar a otros gobiernos de su país, ejerciendo fuerte influencia en su partido. En sus últimos años se retiró de la vida pública. Fue doctor honoris causa de la Universidad Externado de Colombia, de la Universidad del Cauca, de la Universidad Nacional de Colombia, de la Universidad de los Andes y de la Universidad de California.

## Biografía
Alberto Lleras Camargo nació en una zona rural de Bogotá, el 3 de julio de 1906, en un hogar modesto de agricultores pero de ascendencia ilustre. Sus padres vivían en el sector de San Victorino, y se dedicaban al arrendamiento de fincas, puesto que no poseían tierras para cultivar.
A los cinco años jugaba con su padre a ser periodista, y con apenas ocho años empezó a escribir en un periódico aficionado en su colegio y a los 12 comenzó la prosa. A los nueve años falleció su padre y se trasladó con su familia a la zona urbana de la capital. 
Desarrolló estudios básicos en el colegio de las Hermanas de la Caridad, y luego el bachillerato en la Escuela Ricaurte, y a pesar de que era considerado un buen estudiante, no completó el bachillerato por la falta de compromiso en materias que no eran de su agrado. No pudiendo terminar sus estudios, Alberto se dedicó al periodismo para poder apoyar a su familia.
Posteriormente comenzó estudios de Derecho en la Universidad Externado de Colombia en el año 1925, cuando ya tenía 19 años, pero los abandonó muy pronto y rechazó la oportunidad de estudiar la misma carrera en la Universidad Nacional.
Su verdadera vocación siempre demostró ser el periodismo. De hecho, en 1921, con apenas 15 años y sin un título de bachiller, Lleras trabajó en la revista Universidad, donde conoció al escritor Germán Arciniegas y luego trabajó bajo las órdenes del periodista Alfonso Villegas Restrepo, director del periódico La República adepto al Partido Republicano de Nicolás Esguerra y el expresidente Carlos Eugenio Restrepo, donde aprendió el oficio del periodismo. En 1923 se vinculó a El Espectador y luego trabajó en El Tiempo, bajo las órdenes de Eduardo Santos, cuñado de Alfonso Villegas.
En 1926, Lleras viajó a Argentina recomendado por Santos y, pese a un inicial debacle en Buenos Aires, se radicó en Concordia y trabajó en el diario La Nación, siendo apadrinado por el periodista Alberto M. Haynes. Como detalle curioso, se sabe que conoció durante su viaje al político conservador Laureano Gómez. Sobresalió tanto en la prensa argentina que fue enviado a Europa, donde se estableció en 1928 como corresponsal del periódico El Mundo. En Europa, Lleras conoció a Alfonso López Pumarejo, figura clave en su posterior ascenso político.  
Luego de su cruce con políticos de su país en España, Lleras decidió regresar a Bogotá en 1927, y fue nombrado jefe de redacción de El Tiempo por el director del diario, Eduardo Santos. Bajo su jefatura el periódico tuvo una importante modernización. También ejerció como director del diario vespertino La Tarde.   

### Inicios en la política
El 29 de mayo de 1926 Lleras participó, con 19 años, en una marcha en apoyo al ministro de obras del presidente Pedro Nel Ospina, Laureano Gómez, quien fue vetado por el Consejo de Estado para realizar una carretera. Se sabe que Germán Arciniegas, ante los temores de Lleras por proclamar su discurso en defensa de Gómez, decidió cargarlo para darle confianza al muchacho.
Luego de su regreso a Colombia en 1929, Lleras fue elegido concejal suplente de Bogotá, lo que significó su primera incursión en la política.  Al año siguiente, en 1930, Lleras fue nombrado secretario de la dirección general del Partido Liberal Colombiano, siendo la mano derecha de Alfonso López.
Apoyado por el presidente liberal Enrique Olaya Herrera y por su hermano Felipe Lleras (quien ya había sido electo senador en 1930), Alberto fue elegido a la Cámara de Representantes por Bogotá, ocupando la curul de 1931 a 1933. Ese mismo año se convirtió en el primer liberal en dirigir la Cámara después de más de cuarenta años, poniendo fin a la hegemonía conservadora. Su elección se dio gracias a las alianzas de su partido con algunos conservadores, agrupados en la llamada Concentración Nacional.
En 1933, el presidente lo envió como acompañante de Alfonso López a Montevideo, donde asistió como representante del país en la Conferencia Panamericana de ése año. Lleras regresaría a la convención que se celebró en 1936. Lleras se hizo amigo personal del presidente Olaya, de quien aprendió su estilo político.

### LosNuevosː Secretario de presidencia, Ministerio de Gobierno y de Educación (1934-1938)
Posteriormente Alfonso López fue elegido presidente para el período 1934-1938. El nuevo presidente constituyó un selecto grupo de jóvenes políticos conocido como Los Nuevos, llamado así porque ninguno de ellos excedía los 30 años de edad y su experiencia era corta. Lleras Camargo hizo parte de esa renovación con 28 años, ya que el presidente López lo eligió como su secretario privado. 

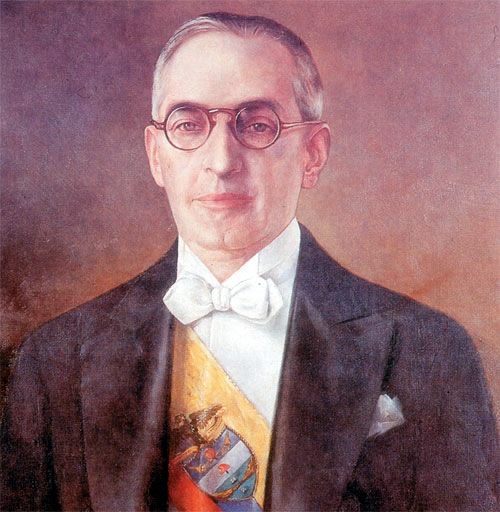
López Pumarejo, su padrino político

En 1935 pasó de la secretaría presidencial a ocupar el Ministerio de Gobierno, cargo en el que permaneció durante todo el período de López. Como su mano derecha en el gabinete, Lleras impulsó la reforma agraria de 1936, por la cual se consideró jurídicamente a la propiedad privada como un derecho con función social y productiva. La reforma sin embargo, no estuvo exenta de controversias.
En enero de 1937, Lleras fue removido del ministerio de gobierno para dirigir el de Educación, permaneciendo en la cartera del 28 de enero al 27 de febrero de 1937, reemplazando al abogado liberal Darío Echandía y siendo sustituido por el académico y abogado Tulio Enrique Tascón, también liberal. Lleras entonces regresó al ministerio de gobierno (que estaba ocupado por Echandía en una especie de sustitución de ministros), estando en el cargo hasta la salida de López del poder, el 7 de agosto de 1938. 

### Oposición a Santos y dirección deEl Liberal(1938-1942)
Ya fuera del ministerio y del gobierno, Lleras se convirtió en director del diario El Liberal, fundado en 1911 por Rafael Uribe Uribe. Por esos días, el liberalismo le ofreció la candidatura al expresidente Olaya, quien falleció sorpresivamente en 1937, estando en Roma como agente diplomático. Con la muerte de Olaya, el liberalismo eligió como candidato al periodista Eduardo Santos Montejo, dueño del periódico El Tiempo pese a que López y Lleras intentaron sin éxito que se impusiera la candidatura del abogado Darío Echandía.
Santos venció en una contienda electoral sin rivales conservadores, y Lleras le hizo oposición durante todo su mandato a través de El Liberal, aunque este último también tuvo que lidiar con la competencia de El Tiempo, periódico mucho más afianzado y que era favorable al gobierno por las razones expuestas. En 1941, Lleras volvió a la Cámara de Representantes y la presidió otra vez. 
En 1942 Lleras apoyó la segunda candidatura del expresidente López Pumarejo, a través de El Liberal, oponiéndose a Carlos Arango Vélez, abogado y candidato disidente del liberalismo, ficha del saliente presidente Santos y del conservatismo. Al final López se impuso sobre Arango con más de la mitad de los votos y regresó a la presidencia el 7 de agosto de 1942.  

### Ministerio de Gobierno (1943-1944)
Por su parte Lleras volvió a ocupar la cartera de gobierno al año siguiente. En mayo de 1943, Lleras viajó a los Estados Unidos como embajador de Colombia, pero en octubre del mismo año regresó para retomar la cartera de gobierno, que había dejado en manos de Gabriel Turbay.  

#### Caso Mamatoco
Lleras continuó luchando en El Liberal a favor del presidente López, repeliendo los ataques de El Siglo, propiedad Laureano Gómez, y de El Tiempo, de Santos. Uno de los escándalos más sonados del gobierno fue el caso Mamatoco, que involucraba el asesinato de un pugilista y activista político en circunstancias extrañas. Gómez sembró hábilmente dudas en la sociedad sobre la responsabilidad del presidente López en el crimen, pues el homicidio supuestamente fue ordenado por el presidente para encubrir a uno de sus hijos, quien fue descubierto por Mamatoco en conductas indebidas. 
Fuera éste el móvil o no, el asesinato de "Mamatoco" llevaba consigo muchos elementos que vinculaban al gobierno, y Gómez acusó a Lleras de encubrir el escándalo. El problema no paró allí. Lleras acusó a Gómez de calumnia el 3 de febrero de 1944, pues el día anterior, El Siglo publicó en sus páginas que Lleras había trasladado el expediente del proceso de manera arbitraria, a un juzgado afín al gobierno. La denuncia terminó en el encarcelamiento de Gómez, y en una horda de manifestantes conservadores, ofendidos por la captura del líder conservador.

#### Golpe de Pasto
Las habilidades de liderazgo de Lleras se pusieron a prueba nuevamente el 10 de julio de 1944, en los sucesos conocidos como "El Cuartelazo de Pasto" o "El Golpe de Pasto", cuando el presidente López fue retenido por militares conservadores, quienes pretendían obligarlo a renunciar, aprovechando su visita a la ciudad. Lleras logró mantener la calma en el país durante la crisis institucional, valiéndose de los micrófonos de la Radiodifusora Nacional, cuando no existía en Colombia el periodismo radial.

### Ministro de Relaciones Exteriores y designación presidencial (1945)
En 1945, Lleras fue nombrado ministro de Relaciones Exteriores por López, representando a Colombia en la Conferencia de Chapultepec en México, y en la Conferencia de San Francisco, por medio de las cuales se creó la ONU, en los últimos días de la Segunda Guerra Mundial. Según algunos estudiosos, la elección de Lleras como canciller fue el primer paso de López para la elección de Lleras como su sucesor, ya que planeaba renunciar y veía en Lleras el continuador de su legado.
En 1945, el presidente López renunció a la presidencia, aquejado por problemas de salud de su esposa María Michelsen, y por la crisis de gobernabilidad a raíz de los sucesos de Pasto. El Congreso eligió a Alberto Lleras como designado el 27 de julio para completar el mandato de López, posesionándose el 7 de agosto de 1945, días después de la renuncia de López.

## Designación presidencial (1945-1946)
Con 39 años, Lleras fue el presidente que asumió el mandato con menos edad en la historia del país, si se omite el hecho de que Francisco de Paula Santander contaba con 27 años cuando asumió la presidencia en 1820. También fue el primero nacido en el siglo XX (n. 1906)
Lleras tuvo que enfrentar los problemas económicos derivados de la Segunda Guerra Mundial, tomó medidas económicas para restablecer la normalidad en el país, implementó medidas para la legislación laboral y el sindicalismo, e intentó sin éxito aprobar una reforma constitucional. 
En consonancia con sus políticas conciliadoras, Lleras conformó un gabinete mixto, dando lugar a una calma en las tensiones bipartidistas. Irónicamente, su partido se fragmentó entre el radicalismo y el oficialismo, división que fue clave en las elecciones presidenciales de 1946. Propuso además el respeto por la democracia y buscó reconciliar a los partidos bajo la participación electoral.

### Reforma fallida de 1945
Lleras intentó sacar avante la reforma constitucional que inicio López, pero al final ninguna de sus propuestas se concretaron. Entre éstas propuestas estaban la eliminación del Ministerio de Minas y Petróleos (desaparecido en 1974) y el de Correos y Telégrafos (suprimido en 1953); así como establecer departamentos administrativos para planificación, estadística y servicios públicos (similar al actual DANE), salubridad, asuntos departamentales y municipales, agricultura y servicios postales, dependientes todos de la presidencia. También buscaba darle participación electoral a las mujeres.
La falta de apoyo legislativo hundió el proyecto, que no se vino a materializar sino hasta 1991 con la nueva constitución.

### Sindicalismo
A raíz de la división entre Gaitán y Turbay, la CTC surfió una escisión y surgió una facción más radical llamada Confederación Nacional de Trabajadores de Colombia (CTC). El caos derivó en que la Iglesia Católica (específicamente de los jesuitas en el país) y del Partido Conservador, crearon la Unión de Trabajadores de Colombia (UTC) el 11 de junio de 1946, con el fin de contrarrestar las crecientes huelgas obreras en el país, y evitar la influencia comunista en los sindicatos, según denunciaban ambos partidos, y así contrarrestar los estragos que causaban en la gobernabilidad, pues se habían convertido en influenciadores de las medidas del gobierno.
Lleras se reunió con los sindicatos para parar las frecuentes huelgas que se presentaban, con el fin de darle reactivación a la economía acabada la guerra, y restableció el comercio del platino. Reorganizó el Ministerio del Trabajo y sentó las bases de la Escuela Superior de Administración Pública de Bogotá. En materia laboral, su gobierno reglamentó los contratos de trabajo y las prestaciones sociales para trabajadores de entidades territoriales, y reguló el derecho a la huelga.
Pese a esa colaboración con los sindicatos, hubo intentos fallidos de la CTC por llevar al país a un primer paro nacional en noviembre de 1945, ya que el presidente fue firme en sus posturas y declaró ilegales los brotes que pretendían paralizar servicios esenciales, en los términos de la constitución; eso y que además los huelguistas no estaban bien organizados y tenían divisiones entre ellos.

### Relaciones exteriores
Lleras asumió el poder cuando en el mundo se vivían las últimas acciones bélicas de la Segunda Guerra Mundial, la llamada Guerra del Pacífico, y mantuvo la alineación del país con las potencias aliadas, a la postre los vencedores de la guerra. Pese a su postura tímidamente neutral, cuando terminó la guerra el congreso sancionó una ley en la que se le exigía a Alemania el pago de indemnizaciones por los daños de la guerra.
A nivel regional, sería durante su gobierno cuando fue fundada, junto con Venezuela y Ecuador, la Flota Mercante Grancolombiana, como consecuencia directa de la Segunda Guerra Mundial, y que fue consolidada por su sucesor Ospina Pérez en 1946. También se adhirió a las políticas del Banco Mundial y el Fondo Monetario Internacional, que entró en funciones en 1946. Esto sólo se pudo dar por las buenas relaciones que Lleras cosechó durante su cargo como canciller, cuando vivió en Estados Unidos, meses antes de asumir el poder. Pese a esto, en una ocasión llegó a criticar a la ONU por el poder de veto que ejercía los cinco miembros del Consejo de Seguridad de éste organismo.
Se desempeñó como director de la Unión Panamericana y lideró la formación de la Organización de los Estados Americanos en 1950. Lleras abogó por la unidad entre los países americanos para avanzar la "democracia entre las naciones". En el caso de Cuba, el régimen autoritario de Castro violó los principios de la OEA, y Lleras anunció que la situación debía abordarse mutuamente a través de la organización. Presionó a presidente Eisenhower para fortalecer la colaboración entre los estados americanos y se opuso a una intervención extranjera sin el aporte de los otros países.

### La pérdida del poder de los liberales
Pese a sus ánimos conciliatorios, Lleras no pudo mediar en el conflicto que sufrió su partido, ya que para las elecciones de 1946 se presentaron dos candidatos liberalesː el oficialista y exministro Gabriel Turbay, y el disidente exalcalde de Bogotá. el abogado Jorge Eliecer Gaitán. La debilidad del liberalismo llevó a que fuera elegido el conservador Mariano Ospina Pérez. 
 
La división se dio porque el sector oligárquico del partido, encabezado por el expresidente Santos, se adhirió a la campaña de Turbay (quien pese a ser protegido de López, se declaró en rebeldía contra él); y por el otro lado, los radicales apoyaron a Gaitán (quien se hizo proclamar candidato por el pueblo en la Plaza de Santamaría), a quienes temían por igual liberales y conservadores. El propio expresidente López se negó a tomar partido para dirimir el asunto.

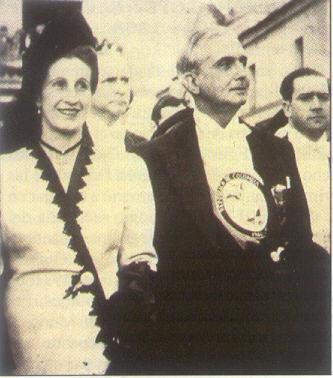
Ospina Pérez en 1946.

Por ese motivo, a Lleras se le criticó muchísimo su pasividad en las elecciones presidenciales, ya que los liberales pretendían que el presidente alterara los resultados electorales en contra de Ospina. Lleras, lejos de intervenir en los comicios cumplió su palabra de garantizar la viabilidad de las elecciones, ya que los conservadores no participaban en comicios desde 1934; de hecho llegó a permitir que los tres candidatos se publicitaran a través de la Radiodifusora Nacional. También mantuvo a las fuerzas militares neutrales en éste asunto.
Finalmente, tras el caos derivado de las elecciones, Lleras le entregó el poder a Ospina Pérez el 7 de agosto de 1946. terminando así la República Liberal.

## Postdesignación

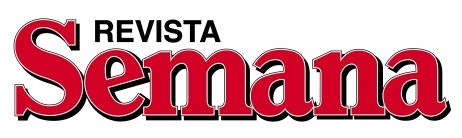
Logo actual de la revista Semana.

Al salir del gobierno, Lleras regresó a su labor como periodista y fundó la revista Semana de estilo muy similar a TIME y a la revista de antaño Papel Periódico Ilustrado -de Alberto Urdaneta- y considerada la precursora de los semanarios de opinión en el país.
La revista en cuestión era una publicación semanal adepta al Partido Liberal, que luego fue cerrada y posteriormente reabierta en 1983, cuando fue refundada por Felipe López Caballero, nieto de López Pumarejo, y a quien en un principio le costó obtener los derechos de la revista por los conflictos entre López Michelsen y la familia Lleras, pese a que Lleras era admirador a ultranza del padre de López Michelsen.
También logró una curul nuevamente en el Congreso, desde donde siguió su defensa en contra de sus detractores por los sucesos de las elecciones de 1946. Permaneció en el cargo hasta su encargo internacional de 1947.

### Fundación de la OEA y el Bogotazo

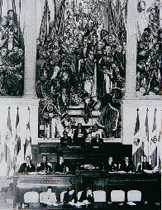
IX Conferencia Panamericana, 1948.

Lleras fue elegido director de la Unión Panamericana en 1947, cargo donde logró que se le adjudicara la sede de la IX Conferencia Panamericana a Bogotá, siendo el primer latinoamericano en lograr esa proeza, gracias en parte al prestigio que adquirió en sus años como canciller del gobierno de Alfonso López. Lleras emprendió una labor de reestructuración de la entidad que culminó con la fundación de la Organización de los Estados Americanos (OEA) por medio de la Carta de Bogotá de 1948, bajo el gobierno de Mariano Ospina Pérez.

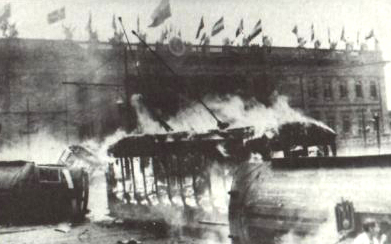
Capitolio Nacional durante los sucesos del Bogotazo

Las sesiones se inauguraron el 30 de marzo. Sin embargo el 9 de abril de 1948, cuando estaba en sesiones la conferencia, ocurrió el asesinato de Jorge Eliécer Gaitán, director del liberalismo, lo que derivó en desmanes y caos y que se conoció con el nombre de El Bogotazo. Durante los sucesos, y de acuerdo con Gabriel García Márquez, Lleras abandonó el Capitolio en un vehículo sin blindaje en el que fue reconocido por la turba, pero se salvó de milagro y los enardecidos le perdonaron la vida. Al parecer él era blanco de la revolución por lo sucedido en 1946. Por ese motivo la Conferencia se trasladó del Capitolio Nacional al Gimnasio Moderno. A pesar de los embates la conferencia logró concluir en mayo. En las sesiones Lleras fue elegido como primer secretario general de la OEA, interinamente hasta 1949. 
Durante su gestión esta entidad se consolidó como un organismo continental más sólido y participativo. Su mandato sin embargo no estuvo exento de controversias dado que el gobierno colombiano protestó en la organización a raíz de la presunta injerencia de Lleras en los asuntos nacionales, dado que éste dio un discurso refiriéndose a la situación de Colombia. Ese asunto y al advenimiento de una dictadura militar en su país, dirigida por Gustavo Rojas Pinilla y apoyada por el expresidente Ospina llevaron a Lleras a renunciar a su segundo mandato frente a la OEA en 1954.

### Rechazo a la dictadura militar

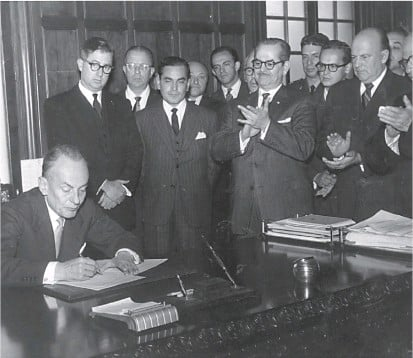
Lleras suscribiendo el Pacto de Benidorm, 1956.

A su regreso a Colombia Lleras fue nombrado rector de la Universidad de los Andes. También fue elegido jefe único del Partido Liberal de Colombia y emprendió una campaña para derrocar el gobierno militar de Rojas Pinilla, sobre todo desde los periódicos El Espectador (llamado en ese entonces El Independiente por la censura estatal), del cual fue director.
En 1956, con el apoyo de su mentor López Pumarejo, Lleras viajó a España, donde firmó con el exiliado dirigente conservador Laureano Gómez el Pacto de Benidorm, y en 1957, el Pacto de Sitges, ambas ciudades de la España franquista, donde Gómez gozaba de asilo político por la dictadura colombiana. Los pactos contenían un acuerdo bipartito para la sucesión de Rojas, lo que daría paso al Frente Nacional que consistía en la alternancia del poder durante los siguientes 16 años, dando dos períodos presidenciales a cada partido político.
Derribado Rojas por un paro nacional, la Junta Militar que lo reemplazó convocó a un Comité Paritario para el restablecimiento de la democracia, en el que Lleras tuvo asiento en su calidad de expresidente.

### Frente Nacional y candidatura presidencial
En un principio Laureano Gómez apoyó la candidatura del conservador Guillermo León Valencia, pero luego, para perjudicar la candidatura de Valencia, solicitó aplazar el plebiscito de 1957, y finalmente, sin haberse aplazado el plebiscito, Gómez lanzó inesperadamente la candidatura de Lleras por el Frente Nacional, ante la amenaza de la Junta Militar de entregarle el poder a un designado del Congreso. Las rencillas internas del conservatismo impidieron la elección de un candidato único (Gómez y Ospina se habían distanciado a raíz del golpe de Estado), por lo que Laureano Gómez propuso ceder el primer turno al liberalismo, y más específicamente a Alberto Lleras, a quien admiraba.   
En las elecciones presidenciales, Lleras derrotó con más del 77 % de los votos al candidato conservador disidente, el exparlamentario bogotano Jorge Leyva. Fue elegido así por primera vez presidente de Colombia, siendo su segunda vez en términos generales.

## Presidencia (1958-1962)
Lleras Camargo recogió las banderas liberal y conservadora en un solo mandato, siendo el primero de cuatro mandatarios del sistema de Frente Nacional. Estableció relaciones internacionales con los Estados Unidos, forjando una breve amistad con John F. Kennedy y creando la Alianza para el Progreso.   
Luchó por conjurar los estragos de la violencia bipartidista. Varios de los bandoleros liberales sobrevivientes a Rojas Pinilla comenzaron a agruparse en las guerrillas comunistas de los años subsiguientes. Creó el Instituto Colombiano de Reforma Agraria (INCORA) y promovió el mejoramiento del sector agrícola.  

### Economía y finanzas
Durante su segundo mandato fue el representante de la unidad nacional, garantizando el éxito del pacto bipartidista y emprendió la recuperación del país tras el gobierno militar. Dio gran apoyo a la educación pública e impulsó la aprobación de la Ley de Reforma Agraria de 1959 creando el INCORA (Instituto Colombiano de Reforma Agraria), en 1961. Aunque se contemplaba la expropiación, el sistema de reasignación de tierras era de todo menos agresivo. Su reforma buscaba mejorar la calidad de vida de los campesinos productores de papa, café y plátano, todos productos de consumo masivo.
A pesar de sus esfuerzos, la reforma agraria que impulsó fue moderada y lenta, y no fue hasta 1968 que su primo segundo, Carlos Lleras Restrepo, la aceleraría a niveles más radicales.

### Sociedad
Lleras impulsó la creación de las Juntas de Acción Comunal, amparadas por la Ley 19 de 1958. Organizaciones de vecinos que buscando unos mismos intereses, elegían a sus representantes salidos del mismo barrio, vereda o comunidad e implementaban programas aplicables a únicamente a su sector, descentralizando la labor del gobierno.

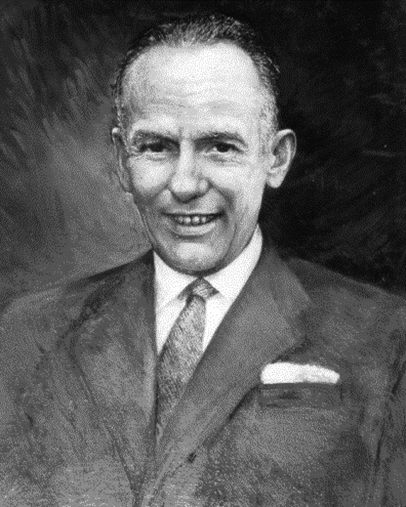
Retrato al óleo por Pedro Gross 1959

Los líderes comunales se elegían a través del sistema representativo. Contaban con presupuesto propio, garantizado por el estado, que debía ser invertido en infraestructura para el sector bajo su jurisdicción, como escuelas y hospitales, y a cambio los vecinos debía prestar servicios gratuitos como organización de jornadas cívicas, de salud y limpieza, etc. El sistema de las JACs sigue vigente actualmente en Colombia.

### Conflicto armado interno
Durante el gobierno de Lleras Camargo, varios combatientes del periodo de La Violencia no abandonaron las armas o regresaron a ellas, fenómeno conocido como el bandolerismo. El 11 de febrero de 1960, en Gaitania (Tolima) fue abatido Jacobo Prías Alape, alias Charro Negro, líder comunista que había sido amnistiado luego por Gustavo Rojas Pinilla. Su asesinato es considerado por varias fuentes como el inicio del conflicto armado colombiano.
A raíz de su asesinato el liberal Manuel Marulanda volvió a las armas y constituyó con un grupo de campesinos la denominada 'República de Marquetalia' en Planadas (Tolima), que sería una de las denominadas por el senador Álvaro Gómez como las repúblicas independientes: territorios sin presencia del estado y donde operaban varias de las primeras guerrillas del país como el Movimiento Obrero Estudiantil Campesino (MOEC) de Antonio Larrota y Tulio Bayer en 1960. A esas repúblicas se sumaron luego el Ejército Revolucionario de Colombia (ERC) de Roberto González “Pedro Brincos” en 1961, el Frente Unido de Acción Revolucionaria (FUAR) en 1962 de Luis Emiro Valencia y Gloria Gaitán, en 1962, y el llamado Territorio Vásquez (Magdalena Medio) de Federico Arango Fonnegra.

### Relaciones internacionalesː La Guerra Fría
En el campo internacional, fue uno de los principales promotores, junto al entonces presidente estadounidense John Fitzgerald Kennedy, de la Alianza para el Progreso, que consistió en un pacto de cooperación política y económica entre los Estados Unidos y Colombia. En virtud a este pacto Colombia tomó partido en el marco de la Guerra Fría y se alineó al bloque capitalista. Asimismo, su gobierno rompió relaciones diplomáticas con Cuba cuando Fidel Castro se mostró contrario al modelo capitalista de los Estados Unidos, y más exactamente, durante el conflicto en Bahía Cochinos.

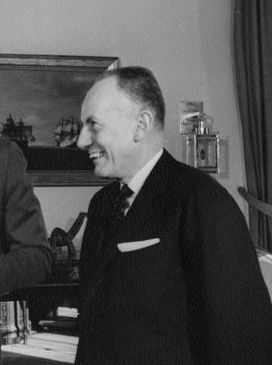
Lleras en la Casa Blanca

Lleras estableció una relación de amistad con Kennedy, llegando incluso a recibirlo en Bogotá el 17 de diciembre de 1961, creando el sector capitalino de Ciudad Techo, que luego pasó a llamarse Kennedy en homenaje por el asesinato del político, de hecho su magnicidio fue motivo de luto en Colombia, impulsado por Lleras.
El 14 de febrero de 1962 Lleras recibió a Su Alteza Real el Príncipe Felipe, Duque de Edimburgo, príncipe consorte del Reino Unido, que llegó a Colombia como emisario de la joven Reina de Inglaterra, Isabel II. El noble griego visitó el Museo del Oro, la plaza de Bolívar, la Catedral de Sal de Zipaquirá, el Palacio de San Carlos (sede del presidente), el Colegio Anglo Colombiano de Bogotá, la Plaza de San Martín, y luego viajó a Cartagena, donde luego de recibir los respectivos honores se despidió del país.

### Controversias
Las políticas de colaboracionismo con los Estados Unidos y la presunta deslegitimidad institucional del Frente Nacional llevó a algunos miembros de su partido a oponérsele, derivando en la corriente disidente del Movimiento Revolucionario Liberal, liderado por Alfonso López Michelsen, que se convirtió en el principal opositor del sistema bipartidista e incluso desestabilizó el segundo gobierno del Frente Nacional.
A Lleras se le acusó de haber sido demasiado condescendiente con los Estados Unidos y de apoyar en extremo la política anticomunista de la OEA en los años 60 y 70, de su oposición activa al gobierno de facto de Rojas Pinilla y de su intromisión en la política nacional por medio del Frente Nacional. También se vio con malos ojos años después de que el segundo delegado del liberalismo para el Frente Nacional fuera precisamente un pariente suyo, Carlos Lleras Restrepo.

## Pospresidencia
Tras culminar su periodo presidencial, Lleras actuó en varias oportunidades como jefe de su partido, para ser garante de los debates internos. Se radicó en el municipio Chía, donde vivió en paz en una vivienda pequeña. Apoyó sucesivamente las candidaturas frentenacionalistas de Guillermo León Valencia, de su primo segundo Carlos, y cuando faltó Laureano Gómez concertó con Mariano Ospina la candidatura de su discípulo Misael Pastrana.  
Entre 1970 y 1978 estuvo en el Concejo Municipal de Chía, donde apadrinó varias iniciativas como la Variante a Cota, una nueva sede para la seccional regional de la empresa telefónica Telecom, y el suministro de agua potable desde Bogotá. También en septiembre de 1973, y como acto simbólico, fue el encargado de lanzar el primer tejo de la cancha de tejo del Club Las Delicias, en éste municipio.
Pese a que gozó de gran popularidad hasta su muerte, ya que fue referente y consejero de todos los gobiernos posteriores al suyo (liberales y conservadores), nunca aspiró a la reelección presidencial. Influyó en el veto que la Organización de Estados Americanos (OEA) le impuso a Cuba en los años 70. Dedicó buena parte de sus energías al periodismo, como presidente del consejo editorial de la revista Visión, Semana, ahora bajo el control de los López, y como columnista en varias publicaciones. 
Alberto Lleras Camargo falleció a los 83 años, el 4 de enero de 1990, en la ciudad de Bogotá, luego de una larga y penosa enfermedad.

## Vida privada

### Semblante
Lleras era apodado "El Muelón Lleras" o simplemente "El Muelón", ya que era delgado, de estatura mediana y le sobresalía la frente y una sonrisa cálida. Era un lector asiduo, y dominaba bien el idioma por su rica cultura, la cual desarrolló desde la infancia gracias a su tío Santiago Camargo. Su nivel intelectual era tal que redactaba los discursos de Alfonso López Pumarejo.
En sus tiempos de ocio, Lleras cultivó la pintura, arte que aprendió de otro de sus tíos, Fídolo González Camargo. También le gustaban las caminatas, andar en bicicleta, las largas tertulias donde fumaba y bebía café, y montar a caballo. Practicaba así mismo deportes más sofisticados como el golf y actividades autóctonas como el billar y el tejo.

### Familia

#### Ascendientes
Alberto es uno de los dos miembros ilustres de la familia Lleras, siendo su primo segundo Carlos Lleras Restrepo la cabeza de la línea más influyente de la familia, del cual descienden el político Germán Vargas Lleras.

#### Matrimonio y descendencia
Alberto se casó con Bertha Puga, hija del general chileno y presidente efímero de Chile, Arturo Puga. El matrimonio se efectuó en 1931 en Bogotá. Sus hijos fueron Consuelo, Alberto, Ximena y Marcela Lleras Puga.
Su hija Consuelo Lleras fue una activista femenina y humanista, quien llegó a ser representante a la cámara, desde donde defendió ideas como el aborto, consideradas revolucionarias para su época. Se casó con Guillermo Zuleta, hijo del estadista, diplomático y político colombo español Eduardo Zuleta. De este matrimonio nació el periodista y activista Felipe Zuleta Lleras.
Su hijo Alberto Lleras Puga se casó con la cantante Matilde Díaz, voz de la orquesta de Lucho Bermúdez. La pareja vivió un romance que perduró en el tiempo, a pesar de que la alta sociedad consideró de mal gusto esta unión, por la diferencia de clases entre Lleras y Díaz y por ser el segundo matrimonio de Matilde.

## Homenajes
En 1992 el presidente César Gaviria expidió el Decreto 317 de 1992, con el cual se le dio el nombre de Avenida Alberto Lleras Camargo a la que popularmente se conoce como Carrera Séptima de Bogotá o simplemente Carrera Séptima, ubicada en el centro de esta ciudad, y que comunica con los grandes centros de poder de la ciudad y del país: Palacio de Nariño, Palacio de Liévano (sede de la Alcaldía Mayor de Bogotá), Plaza de Bolívar, Capitolio Nacional de Colombia, Palacio de Justicia y Catedral Primada de Colombia, entre otros.
También le fue erigido un monumento en el Concejo de Chía, en una ceremonia a la que asistieron sus hijos Alberto y Marcela Lleras. En el evento también se lanzó un libro en su honor, por considerársele un habitante ilustre del municipio de Chía.
Para celebrar el centenario de su natalicio, en el 2006, el Congreso de Colombia y varias corporaciones del país realizaron eventos en su honor. Se realizó una emisión de sellos postales, de manera limitada con su efigie.

## Obras
- El criado (1921)
- El burgués (1921)